# Orsabaris
Orsabaris, également orthographié Orsobaris (en grec : η Όρσάβαρις, η Ορσοβάριος, signifiant en persan : Vénus brillante, a vécu au Ier siècle av. J.-C.) était une princesse du royaume du Pont. Elle était reine de Bithynie par mariage avec Socrate Chrestus et plus tard mariée à Lycomède de Comana.

## Biographie
Orsabaris était d'origine grecque, macédonienne et perse. Elle était la plus jeune fille née du roi Mithridate VI du Pont et d'une concubine anonyme. Orsabaris est née et a grandi dans le royaume du Pont.

### Reine de Bithynie
Orsabaris était fiancée ou avait épousé comme premier mari le prince bithynien, usurpateur Socrate Chrestus. Socrate Chrestus était un allié politique de son père ; il était également son cousin germain paternel. Cette possibilité est basée sur des pièces de monnaie frappées après 72 av. J.-C., trouvées dans la ville bithynienne de Prusias ad Mare, qui portent l'inscription du nom d'Orsabaris.
Ces pièces révèlent le nom complet d'Orsabaris et son titre royal en grec. Un exemple de ce type de frappe est celui d'une pièce de monnaie qui nous est parvenue : à l'avers, le nom complet et le titre royal d'Orsabaris sont inscrits en grec : ΒΑΣΙΛΙΣΣΗΣ ΜΟΥΣΗΣ ΟΡΣΟΒΑΡΙΟΣ, ce qui signifie la reine Mousa Orsobaris, montrant son portrait. Au revers de la pièce, on peut lire en grec : ΠΡΟΥΣΩΝ ΤΩΝ ΠΡΟΣ ΘΑΛΑΣΣΗ, montrant la tête d'Héraclès. La ville de Prusias ad Mare était la ville d'où provenaient les ancêtres paternels pontiques d'Orsabaris. Socrate Chrestus était mort au moment où le royaume du Pont fut annexé par le triumvir romain et le général Pompée en 63 av. J.-C.
Orsabaris fut capturée par Pompée et il semble qu'elle était l'une des rares parentes restantes de la famille de Mithridate VI, dont la vie fut épargnée par les Romains. Orsabaris devint prisonnière politique de Pompée et servit à orner son défilé triomphal à Rome en 61 av. J.-C.. Après le défilé triomphal de Pompée à Rome, Orsabaris fut libérée par les Romains et elle retourna en Anatolie.

### Second mariage
Orsabaris épousa un noble de Bithynie d'origine grecque cappadocienne appelé Lycomède de Comana, qui était le prêtre de la déesse Bellone et le prêtre-dirigeant de l'État-temple de Comana, en Cappadoce. Lycomède régna en tant que prêtre-dirigeant de 47 av. J.-C. jusqu'après 30 av. J.-C. Orsabaris, par son mariage, devint souveraine de l'État-temple et eut une fille avec Lycomède appelée Orodaltis.
Les Romains avaient approuvé le statut de Lycomède, d'Orsabaris et de leur famille, car ils régnèrent sur Comana pendant une période substantielle. Orsabaris et sa famille pouvaient être considérées comme des successeurs potentiels de Mithridate VI sur le trône pontique, cependant le royaume du Pont devint à l'époque un État client romain qui était dirigé par le demi-frère paternel d'Orsabaris, Pharnace II du Pont ; les fils de Pharnace II et finalement par Polémon Ier du Pont.